# Гардемарины 1787. Мир
«Гардемари́ны 1787. Мир» — российский художественный фильм Светланы Дружининой. Четвёртый фильм в серии о гардемаринах, продолжение фильмов «Гардемарины, вперёд!», «Виват, гардемарины!» и «Гардемарины-III». 
Фильм вышел в прокат 5 октября 2023 года. Цифровая премьера состоялась 3 ноября 2023 года.
6 января 2024 года на канале «Россия-1» и в онлайн-кинотеатре «Смотрим» состоялась премьера телеверсии обоих фильмов «Гардемарины 1787» в виде 4-серийного сериала. По монтажу данная версия фильмов ничем не отличается от киноверсии, за исключением исправленных ошибок в титрах и надписях и незначительных изменений в звуковых эффектах.

## Сюжет
Российская империя, 1787 год. Прошло тринадцать лет после подписания императрицей Екатериной II Кючук-Кайнарджийского мирного договора с Османской империей и четыре года — после принятия Манифеста, провозглашающего присоединение Крыма к России. В связи с этим Британия, Франция, Пруссия и Швеция пытаются накалить международную обстановку, используя все приёмы — от бесстыдных сплетен, слухов и лживых статей в газетах до грязных манипуляций с незаконнорожденным сыном государыни — обучающимся в Европе Алексеем Бобринским.
Будучи страстным картёжником и буяном, Бобринский попадает в руки интриганов: он проигрывает в римском казино свой фамильный перстень и нательный крест, а на следующий день при попытке вернуть их устраивает скандал, во время которого из мушкета оказывается пробита феска турецкого посла. Это событие пытаются представить как заговор против Турции. На следующий день в русскую миссию подбрасывают письмо, в котором требуют от Екатерины II отозвать из Крыма Потёмкина и Суворова, разрушить все церкви и заплатить за Бобринского выкуп в размере 30 тысяч золотом. При невыполнении этих условий интриганы грозят объявить о позорном происхождении бастарда и казнить его как покушающегося на жизнь государственной особы.
Чтобы спасти сына, императрица призывает к себе постаревшего Никиту Оленева, который уже давно удалился от дел и занимается переводами. Вспомнив о старой клятве, некогда данной влюблённым юношей на постоялом дворе, Екатерина поручает ему вернуть Бобринского в Россию, взяв в подмогу друзей-гардемаринов — Алексея Корсака и Павла Горина. За прошедшие годы Горин был сослан на Камчатку, а Корсак разжалован в матросы, однако высочайшим повелением императрицы оба оказываются помилованы: первый готовится к постригу на Плещеевом озере, а второй служит на корабле у графа Алексея Орлова-Чесменского. Следовательно, в рамках важной миссии Оленеву предстоит добраться и до Мальты, где в настоящий момент стоит галера Орлова.
В Переславле-Залесском Оленев встречается с Гориным. В православном монастыре, где тот готовится к постригу, служит послушником сын Корсака и Софьи Шурка. Он влюблён в Александру — дочь погибшего Александра Белова и скончавшейся после родов Анастасии Ягужинской. Девушка учится медицине в католическом монастыре в Италии, куда и предстоит отправиться Оленеву. После недолгих уговоров Горин соглашается помочь ему. Вместе с ними в качестве секретаря едет и Шурка.
Однако в Риме выясняется, что Бобринский исчез, а за несколько дней до этого на территории русского посольства была найдена шкатулка с запиской, в которой было указано, что бастард жив и адресату следует торопиться. В миссии это расценивают как шантаж, на который не стоит обращать внимания. Там же обнаруживается и крест Бобринского, который Оленев и Горин забирают у посла под расписку.
У здания турецкого посольства Оленев замечает подъехавшую карету, из которой выходят два интригана — некая «Роковая дама» и пожилой француз, который оказывается старым знакомым гардемаринов — графом де Брильи. Оказывается, что он не погиб во время осады мельницы в 1744 году, как все думали, а был выхожен русскими «бабами». Горину же в это время удаётся выхлопотать три дня выходных для Александры, и вместе с ним и Шуркой она отправляется в гостиницу. По пути они спасают от преследования пограничниками мальчика Витторио — знакомого Александры, сына местного рыбака. Тот рассказывает им, что на заставе, куда они с отцом каждый день привозят продукты, в хижине содержится некий человек (им оказывается Бобринский). Случайно Витторио замечает заключённого, и тот просит его принести ему бутылку вина в обмен на очень дорогую пуговицу. Это повторяется несколько дней, в один из которых комендант выслеживает мальчика и пытается задержать его, однако тому удаётся сбежать. Пуговицу, которая оказывается у Витторио, гардемарины узнают как пуговицу с кафтана Бобринского.
Друзья придумывают план, согласно которому Оленев и Шурка должны нагрянуть на заставу под видом торговцев овощами, и последний тайком должен показать пленнику крест Бобринского, чтобы удостовериться, что в хижине сидит именно он. Однако в последний момент Шурка решает действовать по-своему: проникнув в хижину, он отдаёт Бобринскому крест и предлагает бастарду поменяться местами (внешне они очень похожи) — сам он остаётся на заставе, а переодетый в одежду Шурки Бобринский отправляется вместе с Оленевым. В последний момент на заставу приезжают де Брильи и «Роковая дама», однако сыну императрицы и Оленеву удаётся скрыться неузнанными.
Выясняется, что именно де Брильи причастен к похищению бастарда и скандалу в казино: сам он срочно должен отплывать на Мальту, где собирается появиться на рыцарском совете ордена госпитальеров и заодно, получив выкуп за пленника, всё равно продать его туркам. По его плану «Роковая дама» проникает в хижину и пытается очаровать заключённого, требуя от него написать письмо императрице с просьбой о выкупе. Однако обнаруживается, что Бобринский исчез, а вместо него в хижине сидит Шурка. При попытке сбежать его ловят приспешники де Брильи, и француз решает взять с собой на Мальту как пленника именно его.
Горин и Александра с помощью Витторио и его отца тоже отправляются на Мальту, где останавливаются на галере «Десна» у графа Орлова-Чесменского. После долгих лет разлуки Горин встречается с Корсаком, которому привозит приказ о помиловании. Однако вскоре выясняется, что на «Десне» остановился и де Брильи. Шокированный тем, что граф жив, Корсак хватает его и требует ответить, где находится Шурка. Однако французу резко становится плохо и, угрожая, что заказчики расправятся с пленником, узнав, что он — не Бобринский, де Брильи покидает корабль. Александра под видом медсестры решает сопроводить его до гостиницы, чтобы тайком выведать, где Шурка. Однако вместо гостиницы карета доставляет девушку к прибрежной пещере, где помощники де Брильи требуют от неё излечить тяжелого раненого узника. Им оказывается Шурка. Обманув одного из охранников, Александра просит его срочно отправиться на «Десну» и тайком передаёт через него условный сигнал — «Гардемарины, вперёд!», а другого охранника после длительного боя Шурка и Александра связывают и укладывают в сундук вместо пленника. После этого они вступают в интимную близость, а затем сбегают из-под заточения: Шурка высовывает из крепостного окна лестницу, и Александра прыгает с неё в воду. Сам Шурка бежит через другой выход, ведущий к Мосту Смерти — скале, с которой в давние времена сбрасывали приговорённых в море. Однако в это же время в пещеру приходят подручные де Брильи, которые, обнаружив в сундуке охранника, продают туркам именно его, а, получив деньги, начинают искать Корсака-младшего. Обнаружив его на Мосту Смерти, они не убивают его, а оставляют там в надежде, что он не выберется оттуда и умрёт сам.
Александру же в это время прибивает волной к берегу, где её обнаруживает де Брильи. Он извиняется перед девушкой, что увёз её с «Десны» и временно спрятал как лишнего свидетеля, и сообщает, что ей нужно ещё несколько дней переждать в гостинице, пока он управится со всеми своими делами. Увидев у неё в руках брошь в виде букета фиалок (семейную реликвию, доставшуюся по наследству), он понимает, что перед ним — дочь его умершей возлюбленной, Анастасии Ягужинской. Де Брильи пытается уговорить Анастасию продать ему брошь за любую сумму, но та решительно отказывается. К берегу поспевают гардемарины — Корсак-старший, Горин и Оленев, уже отвёзший Бобринского в Россию и вернувшийся на Мальту. В это же время Шурка, занимавшийся в Переславле-Залесском прыжками с высокой колокольни в воду, выбирается с Моста Смерти, спрыгнув с огромной скалы в море и доплыв до берега. Гардемарины отбивают Александру, а Корсак наконец воссоединяется с сыном. После этого на берегу происходит его поединок на шпагах с де Брильи: француз побеждает, однако Корсак, применив «удар Брокдорфа», выхватывает его шпагу и, скрестив её со своей, пытается убить повалившегося на землю графа. Однако Александра останавливает его: она хочет, чтобы ненавидящий Россию француз понял, что русские умеют и защищаться, и прощать своих врагов. В благодарность спасённый де Брильи сообщает Александре государственную тайну: Турция собирается напасть на Россию, а «Десну», отправляющуюся к берегам Крыма, должны потопить на Босфоре. Сам он обещает молиться за них.
Гардемарины успевают погрузиться на «Десну» за несколько минут до отправления. В ожидании возвращения на Родину они забывают предупреждение де Брильи, но при этом чудом проходят Босфор и 2 октября, за несколько часов до начала битвы при Кинбурне, останавливаются в бухте Глубокая.

## В ролях
- Дмитрий Харатьян — Алексей Корсак
- Александр Домогаров — Павел Горин
- Михаил Мамаев — князь Никита Оленев
- Андрей Лаптев — Шурка, сын Корсака и Софьи
- Ника Здорик — Александра, дочь Александра Белова и Анастасии Ягужинской
- Кристина Орбакайте — императрица Екатерина II
- Михаил Боярский — граф де Брильи
- Анастасия Макеева — «Роковая дама», подручная де Брильи
- Даниил Зайцев — Алексей Бобринский
- Фёдор Гамалея — Джулиано де Ломбарди, капитан галеры «Десна»
- Дин Махаматдинов — Ли, подручный де Брильи
- Александр Панкратов-Чёрный — комендант заставы
- Анна Семенович — Аннет, жена коменданта заставы
- Ольга Машная — Софья, жена Корсака
- Всеволод Шиловский — посол России в Италии
- Александр Лазарев-младший — граф Алексей Григорьевич Орлов-Чесменский
- Алёна Демидова — графиня Орлова
- Михаил Богдасаров — турецкий посол
- Дима Махонин — Витторио, сын рыбака
- Александр Махонин — отец Витторио
- Антон Колесников — толмач

Закадровый текст читает Никита Тюнин.

## Съёмочная группа
- Автор сценария — Светлана Дружинина.
- Режиссёр-постановщик — Светлана Дружинина.
- Оператор-постановщик — Анатолий Мукасей.
- Художники-постановщики: Александр Попов, Сергей Гавриленков.
- Композиторы: Виктор Лебедев, Роман Дормидошин.
- Автор текстов песен — Юрий Ряшенцев.
- Постановщики трюков: Анзор Тхайцуков, Игорь Новосёлов.
- Генеральный продюсер — Светлана Дружинина.

## Песни, прозвучавшие в фильме
- «Дешева обида на Руси» (исполняют Дмитрий Харатьян, Сергей Садыков и Сергей Овчаренко)
- «Ланфрен-ланфра» (исполняет Михаил Боярский)
- «Песня о любви» (исполняют Софья Льорет и Егор Блинов)
- «Разлука» (исполняют Софья Льорет и Егор Блинов)
- «Не вешать нос!» (исполняют Дмитрий Харатьян, Александр Домогаров, Михаил Мамаев, Иван Кургалин и Софья Льорет)
- «Песенка о сверчке» (исполняет Юлия Чуракова)

## Производство
По словам пресс-секретаря Светланы Дружининой, изначально планировалось создать один фильм, продолжение третьей части киноцикла, но позже было принято решение разделить сценарий на две части — «мирная» часть стала сюжетом картины «Гардемарины IV», а военная — «Гардемарины V».
Съёмки фильма начались в мае 2019 и завершились в августе 2020 года. Они проходили в Крыму, Переславле-Залесском, Петергофе, Царском Селе и павильонах киностудии «Мосфильм».
Премьерный показ состоялся 25 сентября 2023 года — фильм был фильмом закрытия XVII кинофестиваля исторических фильмов «Вече» в Твери, основателем и президентом которого является его режиссёр Светлана Дружинина.
Фильм вышел в широкий прокат 5 октября 2023 года.

## Отзывы и оценки
Фильм получил отрицательные оценки в прессе. Борис Гришин в «Кино Mail.ru» посчитал, что в фильме «драматургия натужная и топорная», актёрская игра «напоминает плохой водевиль», а «попытка грубо заливать все это якобы патриотизмом в виде громких фраз и вовсе ужасна». Лидия Маслова в обзоре для «Фонтанки» назвала сценарий «водянистым и невнятным» По мнению Евгения Ткачёва («Афиша»), «новых „Гардемаринов“ мучительно смотреть, потому что это невероятно плохо поставленное кино». Дилогия «Гардемарины 1787» заняла первое место в опросе сайта «Фантлаб» на «Самый провальный фильм года».
Фильм также критиковали за историческую недостоверность. Подробный разбор анахронизмов, сценарных промахов, исторических ошибок и ляпов костюмеров сделал историк Клим Жуков на своём YouTube-канале «Киноведы в штатском».